# Saison 7 d'Outlander
Chronologie
Saison 6 inconnue
Cet article présente les épisodes de la septième saison de la série télévisée américaine Outlander.

## Distribution

### Acteurs principaux
- Caitriona Balfe (VFB : Claire Tefnin) : Claire Randall (née Beauchamp) / Fraser
- Sam Heughan (VFB : Nicolas Matthys) : James « Jamie » Fraser
- Sophie Skelton : Brianna "Bree" Randall / Fraser
- Richard Rankin : Roger Wakefield / MacKenzie
- John Bell : Ian Fraser Murray
- Lauren Lyle : Marsali McKimmie Fraser
- Braeden Clarke : Kaheroton[1]
- Tom Jackson : Tehwahsehwkwe [1]
- Gail Maurice : Tsotehweh[1]

### Acteurs récurrents et invités
- Ned Dennehy : Lionel Brown
- Mark Lewis Jones : Tom Christie
- Glen Gould : Chief Bird
- Simon Baker : Still Water

## Liste des épisodes

### Épisode 1:Une vie bien perdue
- États-Unis /  Canada : 6 mars 2022 sur Starz / W Network

### Épisode 2:Le Plus Bel Endroit du monde
- États-Unis /  Canada : 6 mars 2022 sur Starz / W Network

### Épisode 3:Mort, ne t'enorgueillis pas
- États-Unis /  Canada : 6 mars 2022 sur Starz / W Network

### Épisode 4:Zone d'inconfort
- États-Unis /  Canada : 6 mars 2022 sur Starz / W Network

### Épisode 5:Singapour
- États-Unis /  Canada : 6 mars 2022 sur Starz / W Network

### Épisode 6:Confluences
- États-Unis /  Canada : 6 mars 2022 sur Starz / W Network

### Épisode 7:Le Guide pratique du voyage dans le temps
- États-Unis /  Canada : 6 mars 2022 sur Starz / W Network

Les MacKenzie retrouvent quelqu'un du passé à Lallybroch. Au même moment un collègue de Brianna se montre un peu trop curieux. Cameron n'est pas un ami et utilise Jeremiah.

### Épisode 8:Tournants
- États-Unis /  Canada : 6 mars 2022 sur Starz / W Network

Jérémiah a passé les pierres avec son ravisseur. Ian et Rachel se rapprochent.

### Épisode 9:Des affaires en souffrance
- États-Unis /  Canada : 6 mars 2022 sur Starz / W Network

Ian retrouve les siens à Lallibroch. Ian révèle que le premier-né d'Emilie est son fils et son attachement pour Rachel. Laoghaire offre un retour glacial à Jamie qui lui annonce que sa fille Marsali a quatre enfants avec Fergus. Claire révèle son secret. 

### Épisode 10:Comme des frères
- États-Unis /  Canada : 6 mars 2022 sur Starz / W Network

Le mari de Jennie décède. Claire et Ian arrivent à Philadelphie. Arch Bug veut assouvir sa vengeance contre Ian. 
Roger et son ancêtre rencontre la guérisseuse. Ils vont également retrouver un indice. Celui-ci concerne le père de Roger qui avait disparu durant la seconde guerre mondiale.

### Épisode 11:Un quintal de pierres
- États-Unis /  Canada : 6 mars 2022 sur Starz / W Network

Claire et Lord John s'unissent. Willian s'étonne de ce mariage. Les deux jeunes mariés se découvrent un peu plus. Lors d'une fête, Claire est présentée à la bonne société anglaise. Enfin, lors de ses retrouvailles avec son grand amour le secret de la paternité de Willian sera révélé. Ian raconte son passé et son union précédente à Rachel. 
Roger est en Ecosse en 1739 toujours à la recherche des siens.

### Épisode 12:Connaissance charnelle
- États-Unis /  Canada : 6 mars 2022 sur Starz / W Network

### Épisode 13:Bonjour, au revoir
- États-Unis /  Canada : 6 mars 2022 sur Starz / W Network

Grâce à Mandy, Brianna retrouve Jérémiah qui est dans le barrage. Brianna retient Cameron prisonnier mais il s'échappe. Elle se rend ensuite aux autorités pour signaler son ravisseur.
Les Fraser organisent le mariage de Rachel et Ian. Denzell Hunter annonce à Jamie la situation désastreuse de Lord John chez les rebelles.

### Épisode 14:Personne ne s'y habitue
- États-Unis /  Canada : 6 mars 2022 sur Starz / W Network

Un grand repas est organisé chez les Fraser. Jane va retrouver William sur son campement militaire. Elle recherche pour sa sœur et elle-même sa protection. Claire retrouve Lord John et essaie de le soigner. Jamie devient  commandant et doit diriger un groupe d'hommes. Le capitaine Richardson est un traite qui envoie William avec un message ordonnant son propre enlèvement. Lord John va prévenir Claire et Jamie.

### Épisode 15:A l'encre de mon coeur
- États-Unis /  Canada : 6 mars 2022 sur Starz / W Network

Buck, l'ancêtre de Roger, découvre l'identité de ses parents. Roger écrit une lettre pour Brianna qu'elle reçoit dans le futur. Elle prend alors la décision de rejoindre les pierres avec ses enfants.

### Épisode 16:Cent milles anges
- États-Unis /  Canada : 6 mars 2022 sur Starz / W Network

Claire se remet lentement de sa blessure. Jane est interrogée pour son crime. William veut essayer de la faire libérer. Il demande à Jamie son aide malheureusement Jane a mis fin à ses jours. Jamie s'engage à accueillir sa sœur à Fraser's Ridge. William veut connaître l'histoire de sa naissance. 